# Místní referenda v Česku v roce 2023
Místní referenda v Česku se v roce 2023 konala ve 33 obcích a městech, velká část z nich (12) v čase konání prvního kola voleb prezidenta ČR v lednu 2023. Čtyřech z nich se nezúčastnil potřebný počet voličů (35 %), takže nebyla platná; jedno bylo platné, ale jeho výsledek nebyl závazný (většinový výsledek nepředstavoval alespoň čtvrtinu všech voličů). Zbylá referenda byla platná a jejich výsledek závazný. Největším městem, kde se v roce 2023 místní referendum konalo, byly Karlovy Vary (35 851 voličů), nejmenší obcí byly Chyjice (125 voličů).
Týkala se různých oblastí: výstavby větrných elektráren, umožnění povrchové těžby na katastru obce, nové bytové či průmyslové výstavby, obnovy vřídelní kolonády, dopravních staveb apod.
Konala se v následujících obcích:
- Horní Řasnice
- Opatovice nad Labem
- Městská část Praha – Řeporyje
- Horní Bludovice
- Dobříš
- Huzová
- Ptenín
- Statutární město Kladno
- Statutární město Karlovy Vary
- Dudín
- Habřina
- Hruška
- Trnová
- Krašovice
- Dolní Řasnice
- Krásný Les
- Stará Červená Voda
- Sazomín
- Všeruby
- Staré Město
- Chyjice
- Josefov
- Dobšice
- Siřejovice
- Hořátev
- Vidnava
- Tuchoměřice
- Hostěnice
- Krouna
- Anenská Studánka
- Svojetice
- Hevlín
- Chvalíkovice

## Dobříš
V Dobříši proběhlo místní referendum současně s prvním kolem prezidentských voleb, zaměřené na omezení další výstavby rodinných domů a zachování charakteru města jako menšího urbanistického celku s populací do 10 tisíc obyvatel. Referendum bylo iniciativou městského zastupitelstva a konalo se 16. ledna 2023, s vyhlášením dne 27. září 2022.
Otázky referenda a počty hlasů:
1. Souhlasíte, aby Zastupitelstvo města Dobříš bez zbytečných odkladů a v souladu s právními předpisy schválilo takovou změnu územního plánu města Dobříš, která v lokalitě Brodce vyjme ze zastavitelných ploch pozemky, které byly ke dni vyhlášení tohoto referenda (27.9.2022) ve vlastnictví města Dobříše, s výjimkou pozemku parcelní číslo 1896/194 v katastrálním území Dobříš, který je zařazen do plochy využitelné pro občanské vybavení – tělovýchovné a sportovní zařízení?
• Počet platných hlasů: 3 478, počet platných hlasů pro odpověď ANO: 2 430, počet platných hlasů pro odpověď NE: 978
2. Souhlasíte, aby Zastupitelstvo města Dobříš zachovalo v územním plánu stanovené zásady etapizace, kde je mimo jiné určeno, že z obytných ploch by neměla být zahajována výstavba v dalších lokalitách do doby realizace velké většiny rodinných domů v lokalitách: Nad Papežem, Javorová, Na Kole, Západní zóna, a při nejbližší změně územního plánu upřesnilo, že velkou většinou se v tomto rozumí nejméně 85 procent?
• Počet platných hlasů: 3 476, počet platných hlasů pro odpověď ANO: 2 496, počet platných hlasů pro odpověď NE: 910
3. Má územní plán města Dobříše i jeho změny vylučovat rozšíření možnosti zástavby v okolní krajině oproti současnému stavu v lokalitách, které byly ke dni vyhlášení tohoto referenda (27.9.2022) nezastavěným územím, s výjimkou případů, kdy by nutnost změny vyplývala z právního předpisu nebo kdyby se jednalo o veřejně prospěšné stavby?
• Počet platných hlasů: 3 469, počet platných hlasů pro odpověď ANO: 2 496, počet platných hlasů pro odpověď NE: 906
Referendum je závazné, což znamená, že zastupitelstvo města Dobříš je povinno přizpůsobit územní plány tak, aby respektovaly vůli občanů. To zahrnuje vyloučení určených pozemků z plánované výstavby a uplatnění striktnějších pravidel pro nové zástavby, s cílem zajistit, že rozvoj města bude probíhat koordinovaně a s ohledem na zachování volné krajiny.

## Dobšice
V místním referendu v obci Dobšice na Nymbursku konaném 7. října 2023 měli lidé rozhodnout o tom, zda obec nechá, nebo nenechá přestavět budovu v areálu sběrného dvora, která slouží jako sklad na elektroodpad, na novou hasičskou zbrojnici s klubovnou, parkováním pro hasičský vůz a skladem hasičské techniky. Přestavba měla vyjít zhruba na 2,5 milionu korun, přičemž polovinu investice měla pokrýt dotace. Stávající hasičská zbrojnice, která již nevyhovuje potřebám hasičů by pak sloužila jako sklad zahradní techniky.
Proti této investici se dlouhodobě veřejně vymezuje tamní spolek Dobšané. Spolek svůj odmítavý postoj vysvětluje především tím, že pro obec je mnohem důležitější opravit chodníky, silnice, připravit celkový plán revitalizace obce nebo obnovovat zeleň. Spolek Dobšané kromě záměru také kritizuje celkové vedení obce, jež v komunálních volbách v roce 2022 vzešlo z řad hasičů a kteří získali 9 mandátů v devítičlenném zastupitelstvu.
Vzhledem ke svým námitkám spolek Dobšané inicioval referendum. Vyhlášení referenda podpořilo svým podpisem celkem 63 lidí, 62 podpisů bylo platných. Tím spolek splnil podmínku pro vyhlášení místního referenda, která určuje, že v obcích do 3 tisíc obyvatel může být referendum vyhlášeno, pokud návrh svým podpisem podpoří alespoň 30 procent oprávněných osob.
Spolkem navržená otázka zněla: Souhlasíte s tím, aby zastupitelstvo obce Dobšice podnikalo v rámci své samostatné působnosti kroky směřující ke stavebním úpravám objektu sběrného dvora v Libněvsi, č. parc. 42/46, k. ú. Dobšice u Žehuně, za účelem vybudování druhé hasičské zbrojnice v obci s klubovnou pro schůze SDH Dobšice, s tepelným čerpadlem, krbem na tuhá paliva, garáží, koupelnou, WC, skladem, za cenu z roku 2020 ve výši 2 429 587 Kč a s tím související kroky směřující k přijetí finanční dotace ve výši pouhých 50 % z uznatelných nákladů?
Svůj návrh spolek podal na obecní úřad 7. června 2023. Zastupitelstvo obce pak na svém zasedání dne 12. července 2023 rozhodovalo o tom, zda se referendum vyhlásí, či nikoli. Starostka obce i přes to, že návrh na vyhlášení referenda splnil všechny zákonné podmínky k vyhlášení referenda, uvedla, že dle jejího názoru je položená otázka nejednoznačná a návodná a že není jasné, zda by bylo v případě získání vyšší dotace možné zbrojnici stavět, nebo ne. Z toho důvodu starostka obce navrhla v usnesení referendum nevyhlásit a toto usnesení bylo zastupitelstvem obce jednomyslně přijato.
Spolek se následně obrátil na Krajský soud v Praze, který přezkoumal položenou otázku a v usnesení, které soud vydal 15. srpna 2023, konstatoval, že vyhlášení referenda nic nebrání. Vydáním usnesení soud zároveň stanovil termín konání referenda na 7. října 2023.
Referenda v Dobšicích se zúčastnilo 35 procent ze 197 oprávněných voličů. Přestavbu podpořil pouze 1 hlasující, zbylých 67 hlasujících bylo proti záměru. Nízkou účast a výsledek referenda spolek Dobšané odůvodnil tím, že zástupci hasičů a příznivci hasičského vedení obce referendum bojkotovalo a svůj názor vyjádřit nepřišlo.
Referendum je platné a závazné. Neznamená to však, že by v obci nová hasičská zbrojnice nemohla vzniknout. Jak uvedl Krajský soud v Praze, otázka, o které se v referendu rozhodovalo, obsahovala velmi podrobné parametry nové zbrojnice, jako je její účel, popis a cena. Výsledek referenda tak zakazuje vedení obce pokračovat v práci na projektu právě s takovými parametry, které jsou uvedeny v položené otázce. Pokud by však obec projekt přepracovala a žádala o vyšší, nebo nižší procentuální dotaci, je přestavba budovy v areálu sběrného dvora na novou hasičskou zbrojnici stále možná.

## Dolní Řasnice
V obci Dolní Řasnice se 1. dubna 2023 konalo místní referendum týkající se výstavby šesti větrných elektráren na území obce. Referendum bylo vyvoláno skupinou místních občanů, která rozporovala předchozí kroky představitelů obce, směřující k výstavbě elektráren. Již v roce 2020 v obci proběhla anketa, v níž se většina občanů vyslovila pro stavbu větrných elektráren. Na základě této ankety udělilo tehdejší zastupitelstvo kladné stanovisko k výstavbě a byla podepsána smlouva o spolupráci s firmou WEB Větrná energie s.r.o. Firma nabídla obyvatelům Dolní Řasnice kompenzaci ve formě výkupních cen energií a obci roční příspěvek ve výši čtyři sta tisíc korun za každou ze šesti plánovaných elektráren. I přes tyto nabízené výhody se někteří občané postavili proti výstavbě, argumentovali například obavami z hluku nebo narušení krajinného rázu. V případě úspěchu vyvolaného referenda hrozila obci na základě již uzavřené smlouvy o spolupráci pokuta z důvodu zmařené investice ve výši až pět milionů korun.
Referendum bylo zastupitelstvem vyhlášeno 20. února 2023 a konalo se 1. dubna téhož roku. Otázka položená občanům zněla:
Souhlasíte s tím, aby zastupitelstvo obce Dolní Řasnice v samostatné působnosti obce již nepodnikalo žádné kroky směřující k výstavbě větrných elektráren v katastru obce?
Ze 443 zapsaných voličů se dostavilo 308 (69,5 %), platných hlasů bylo 305. Pro hlasovalo 71 voličů (23,05 %), proti 234 (75,97 %). Byla splněna hranice platnosti referenda i závaznosti rozhodnutí občanů. Ti se jasně vyslovili pro výstavbu větrných elektráren.
Ve stejný den se v sousední obci Krásný Les konalo referendum s podobně položenou otázkou. I zde bylo vyvolané referendum neúspěšné a místní občané také dali zelenou výstavbě dvou větrných elektráren, které budou spolu se šesti elektrárnami v Dolní Řasnici tvořit jeden z největších větrných parků v ČR. Ani v jedné z obcí se tak neodehrál scénář sousední Horní Řasnice, kde byla v lednu 2023 v referendu odmítnuta stavba větrné elektrárny. Tato obec tak musí firmě WEB Větrná energie s.r.o. platit pokutu ve výši dva miliony korun.
Prostředky získané díky stavbě větrných elektráren plánuje obec investovat do dokončení obecního vodovodu, do nákupu a rekonstrukce zchátralého zámečku nebo na úlevu od poplatků za svoz komunálního odpadu.

## Hostěnice
V obci Hostěnice se dne 20. října 2023 konalo místní referendum, které bylo vyhlášené dne 22. září 2023 zastupitelstvem obce na žádost občanů a mělo za úkol zjistit, zda obyvatelé obce souhlasí se vstupem Hostěnic do Svazku obcí pro vodovody a kanalizace – Šlapanicko. Referenda se zúčastnilo přesně 63 % voličů z celkových 606 oprávněných. Tím byla splněna závaznost referenda, pro kterou bylo potřeba alespoň 152 hlasů (25 % oprávněných osob) a zároveň účast alespoň 212 obyvatel (35 % oprávněných osob). S připojením obce do Svazku obcí pro vodovody a kanalizace – Šlapanicko souhlasilo 102 voličů (26,7 %), proti bylo 274 voličů (71,73 %).
Otázka byla občanům položena konkrétně takto: Souhlasíte se vstupem obce Hostěnice do Svazku obcí pro vodovody a kanalizace – Šlapanicko?
Zastupitelstvo obce Hostěnice zvažovalo vstup do Svazku obcí pro VaK Šlapanicko již dříve. Proto v pondělí 11. září 2023 uspořádali v Občanském centru informační schůzku pro občany, na které byly představeny možnosti vstupu do svazku, jeho výhody, nevýhody a zodpovězeny dotazy týkající se svazku a jeho provozovatele.
Někteří občané Hostěnic vyjádřili nespokojenost s informovaností o problematice vstupu do svazku. Ve středu 13. září 2023 proto na Obecní úřad doručili žádost o vypsání místního referenda. Obecní úřad žádost přezkoumal a shledal ji v souladu se zákonem o místním referendu. Návrh přípravného výboru byl upraven tak, aby splňoval všechny požadavky na vypsání referenda.
Starostka Eva Karásková sdělila, že spojení obce se svazkem je klíčové pro zajištění stabilního zásobování vodou v budoucnosti. I když Hostěnice disponují vlastní vodovodní sítí, kanalizací a čistírnou odpadních vod, provoz celého systému je náročný a v případě sucha či poruch je nutné vodu dovážet. Společný vodovod by tak měl zajistit větší spolehlivost a dostupnost vody pro všechny obyvatele.
Ovšem občané Hostěnic se obávali rozrůstání obce do neobydlených oblastí díky novému zdroji vody a složitému procesu v případě vystoupení ze svazku. Většina občanů se tak vyslovila proti vstupu do svazku. Hostěnice tak i nadále využívají pouze svůj vlastní zdroj vody z pěti vrtů, kterou následně rozvádí vodovodem.

## Krouna
V obci Krouna bylo 28. září 2023 vyhlášeno, že se 11. listopadu 2023 bude konat místní referendum. To se týkalo výstavby větrné elektrárny na území obce.
Otázka zněla: Souhlasíte s tím, aby orgány obce Krouna umožnily umístění jedné větrné elektrárny na obecním pozemku p. č. 1/5 v katastrálním území Františky?
Referenda iniciovaného zastupitelstvem se zúčastnilo 591 lidí z 1112 oprávněných voličů, volební účast byla tedy lehce přes 50 % voličů. S umožněním výstavby větrné elektrárny souhlasilo 415 voličů, což bylo přibližně 73,5 %. Proti bylo 164 voličů.
Stavba větrné elektrárny byla poměrně kontroverzním tématem. Po zveřejnění výsledků byla napadena platnost referenda u krajského soudu. Elektrárna měla totiž stát 7 kilometrů východně od Krouny v katastrálním území Františky, které spadaly pod samosprávu Krouny. Obyvatelé František se všemi dostupnými prostředky snažili zastavit výstavbu elektrárny a to především kvůli hyzdění krajiny. Referendum ovšem dle starosty Krouny proběhlo řádně a výsledek se nepodaří zvrátit, jde jen o jeho zpomalení.
Lidé z Krouny souhlasili s výstavbou díky příslibu levnější energie a přílivu financí do obce. Negativní aspekty se jich přitom neměly dotknout, protože 200 metrový stožár měl být postavený v dostatečné vzdálenosti od jejich domovů. Maličké Františky tak byly v referendu jednoduše přečísleny.
Na protest proti výstavbě byla sepsána i petice s téměř 500 podpisy.

## Karlovy Vary
V statutárním městě Karlovy Vary se ve dnech 13.–14. ledna 2023 konalo referendum o budoucnosti stávající Vřídelní kolonády. Zúčastnilo se ho lehce přes 30 % oprávněných voličů, referendum tedy nebylo platné. Pro obnovu slavné litinové stavby architektů F. Fellnera a H. Helmera hlasovalo 7 465 osob, 3 074 jich bylo proti a 71 voličů se zdrželo hlasování. Aby bylo referendum platné, muselo by se dostavit alespoň 35 procent oprávněných voličů, to v tomhle případě znamená 12 548 lidí. K hlasovacím urnám jich však přišlo jenom 11 081, tedy o 1 467 hlasujících méně než hranice platnosti. Opakovala se tak situace z roku 2018, kdy k platnosti stejného referenda chyběly tři stovky hlasů.
Otázka budoucnosti stávající funkcionalistické stavby Vřídelní kolonády je kontroverzním tématem. Požadavek referenda o zbourání současné kolonády ze 70. let 20. století a výstavba repliky původního stavu kolonády z 19. století, představuje pro mnoho obyvatel i vedení města příliš komplikovaný a nákladný záměr na realizaci. Stavba pro ně taky představuje hodnotnou architektonickou památku. Zároveň pro mnoho obyvatel jde o stavbu, která se vizuálně nehodí do prostoru centra města a vnímají příležitost obnovit jeho historické jádro.
Referendum provázelo i trestní oznámení na vedení radnice ze strany architekta a místního aktivisty Petra Ajšmana (Srdcem pro Vary), kvůli podezření z maření veřejného hlasování.

## Kladno
Místní referendum v Kladně, které se konalo 13. a 14. ledna 2023, bylo zároveň souběžné s celorepublikovou volbou prezidenta České republiky. Jeho hlavním tématem byl návrh na zákaz provozu hazardních her na území statutárního města Kladna. Referendum bylo organizováno městský úřadem ve spolupráci s volebními komisemi.
Celkově 10340 občanů tehdy podpořilo zákaz hazardu, zatímco 2045 hlasovalo proti tomuto návrhu. Referendum tedy nebylo platné, neboť se ho účastnilo pouze 26,1 % obyvatel, což nedosáhlo požadovaných 35 % k platnosti referenda.
Iniciativa Kladno bez hazardu podala po referendu ke Krajskému soudu v Praze žalobu na město Kladno kvůli průběhu referenda. Zastánci referenda se opírali o stanovisko Ministerstva vnitra, které ukládá komisařům ve volebních okrscích vydávat automaticky každému voliči hlasovací lístky jak k prezidentské volbě, tak k referendu. Tento postup se však, podle iniciativy, neprováděl.
Krajský soud v Praze nakonec označil místní referendum za neplatné. Další plánované referendum proběhne s největší pravděpodobností společně s parlamentními volbami v roce 2025.

## Městská část Praha-Řeporyje
V městské části Praha-Řeporyje proběhlo referendum 13. a 14. ledna 2023. Předmětem referenda byla plánovaná výstavba bytových domů v Dalejském údolí, v němž sa nachází i chátrající zbytky Trunečkova mlýna.
Proti výstavbě byl např. aktivista Jan Gebauer, který jako argumenty proti uváděl narušení přírodního prostředí, úzkou příjezdovou cestu a fotografie stromů okousaných od bobrů, kteří jsou v Česku zvlášť chráněným druhem. Zastupitelé poslední argument komentovali úsměvnou poznámkou, že mu „bobr přispěchal na pomoc“.  
Starosta městské časti Praha-Řeporyje Pavel Novotný (ODS) naopak argumentuje, že z pohledu pražského územního plánu developeři mají možnost stavět na stavebním pozemku, který není tím pádem chráněným územím. Referendum označil jako „nátlakovou akci na svou osobu“.
Referendum bylo vyhlášeno 5. ledna. Iniciátorem referenda byl přípravný výbor. Zastupitelstvo schválilo uskutečnění referenda jednomyslně i přesto, že hlasování o záměru developera stavět prošlo o jediný hlas. Otázka referenda zněla následovně:
 Souhlasíte s tím, aby Městská část Praha-Řeporyje ve své samostatné působnosti bezodkladně podnikla veškeré zákonné kroky proti výstavbě bytových domů na místě bývalého Trunečkova mlýna v přírodním parku Prokopské a Dalejské údolí?
V referendu mohlo hlasovat 3411 oprávněných osob, tuto možnost využilo 51,5 % z nich. Počet odevzdaných platných hlasů byl 1689. Z hlasujících 1366 (77,7 %) hlasovalo „ANO“ a 316 hlasujících (17,87 %) hlasovalo „NE“. Minimální počet 853 hlasů pro závaznost tím byl překročen a referendum je pro obec závazné. Starosta respektoval výsledky referenda: „‚Budu respektovat vůli lidu a více se k tomu nebudu vyjadřovat.“  

## Sazomín
V obci Sazomín se dne 19. května 2023 uskutečnilo místní referendum o výstavbě tří větrných elektráren. Referenda se zúčastnilo 81,4 % ze všech 194 oprávněných osob zapsaných v seznamu voličů. Účast v referendu tak byla vyšší, než při komunálních volbách v roce 2022. O vyhlášení místního referenda rozhodlo obecní zastupitelstvo 12. dubna 2023. Reagovalo tím na petiční akci kritiků výstavby větrníků. V referendu se vyslovilo 54,4 % hlasujících (86 osob) pro záměr výstavby elektráren na katastru obce soukromým developerem. Proti záměru se vyslovilo 44,9 % hlasujících (71 osob). Účast na hlasování dalece přesáhla 35 % všech oprávněných voličů a referendum se tak stalo pro zastupitelstvo závazným.
Náklady na referendum obec v čase vypsání odhadla na 20 000 Kč. Vzhledem k přítomnosti soukromého developera, který o stavbu větrníků projevil zájem, nebyla cena samotné realizace uvedena. Větrné turbíny by měly podle plánu společnosti S&M CZ stát v lokalitě poblíž letiště mezi Sazomínem, Vatínem a Kotlasy dosahovat výšky 179 metrů. Zastupitelstvo ve svém rozhodnutí uvedlo možné dlouhodobé dopady na rozvoj obce, současně ovšem argumentovalo finančním přínosem do rozpočtu v případě výstavby elektráren.
V dostupných vyjádření voličů rezonoval především pozitivní přínos pro obec. Naopak argumentem odpůrců bylo narušení přírodního krajinného rázu. Záměr výstavby se setkal výraznějším odporem především v okolních obcích.

## Tuchoměřice
Místní referendum o povolení provozování kasin v obci Tuchoměřice, Praha-západ, vyhlášené 26. 5. 2023, se konalo v pátek 15. 9. 2023. Mělo se jednat o výstavbu dvou kasin. Jedno v areálu obchodního centra POP Airport, nedaleko Letiště Václava Havla a druhé na blízkých soukromých pozemcích. Iniciátorem referenda bylo zastupitelstvo obce.
Znění otázek bylo následovné:
1. Souhlasíte s tím, aby obec Tuchoměřice povolila na pozemku stavební parcele parc. č. st. 292 a pozemku pozemkové parcele parc. č. 197, oba pozemky v katastrálním území Kněžívka, provoz hazardních her uvedených v § 3 odst. 2 písm. d) až t) zákona č. 186/2016 Sb., o hazardních hrách, tj. bingo, technická hra a živá hra?
2. Souhlasíte s tím, aby obec Tuchoměřice zřídila obecní policii, pokud bude v obecním referendu odsouhlasen na pozemku stavební parcele parc. č. st. 292 a pozemku pozemkové parcele parc. č. 197, oba pozemky v katastrálním území Kněžívka provoz hazardních her uvedených v § 3 odst. 2 písm. d) až t) zákona č. 186/2016 Sb.,  o hazardních hrách, tj. bingo, technická hra a živá hra?
Výsledek referenda: Ze 714 oprávněných voličů se k hlasování dostavilo 61,4 % občanů, přičemž 84,5 % zúčastněných vyjádřilo nesouhlas s povolením hazardních her. Poměr hlasů proti povolení hazardních her byl 603:109.
Výsledky referenda byly zveřejněny na webových stránkách obce. Jelikož účast při hlasování přesáhla zákonem stanovenou hranice 35 %, je referendum platné a jeho výsledek je závazný pro zastupitelstvo obce. Starosta Pavel Cihlář (nez.) potvrdil, že nyní bude následovat rozhodnutí zastupitelů, kteří schválí obecně závaznou vyhlášku zakazující provozování hazardu na celém území obce.
V případě, že by referendum dopadlo opačně, zastupitelstvo by projednávalo vyhlášku, která by umožnila provozování hazardních her pouze na dvou konkrétních pozemkových parcelách, ke kterým se vztahují žádosti podané investory.
Iniciativa Tuchoměřice proti hazardu, jejímiž koordinátory jsou Terezie Imlaufová a Karel Kreml, komentovali výsledek referenda: "Podařilo se nám porazit hazardní lobby, odolat planým slibům, nezaprodat místní samosprávu, vzbudit zájem obyvatel Tuchoměřic o budoucnost obce – a nenechali jsme se uplatit delší klobásou a větším pivem."
Druhou otázkou v referendu bylo, zda lidé chtějí zřídit obecní policii v případě povolení hazardu. Odpověď byla negativní, kdy se 230 lidí vyslovilo pro a 444 proti.
Krajský soud v Praze obdržel 22. 9. 2023 v návaznosti na výsledek referenda návrh na vyslovení neplatnosti referenda ze dne 15. 9. 2023. Návrh podala soukromá osoba, která je občanem Tuchoměřic. Soud rozhodl, že referendum je platné.